# Tortugas (Estados Unidos)
Tortugas es una comunidad en el condado de Doña Ana, Nuevo México, en las afueras de Las Cruces. Según el censo de 2020, su población era de 579 habitantes. 

## Geografía
La comunidad está ubicada cerca de un meandro del Río Grande. Su nombre proviene de la gran cantidad de tortugas que antiguamente había en el sitio. 
Tortugas está ubicada al sur de la Universidad Estatal de Nuevo México y de la Interestatal 10 .

## Historia
Tortugas fue fundada en 1852, habiéndose otorgado el área a los miembros de la tribu Piro/Manso/Tiwa en Las Cruces.  Originalmente Tortugas estaba conformada por dos pueblos nativos, el Pueblo de Guadalupe y el Pueblo de San Juan de Guadalupe.Muchos de los actuales habitantes son miembros y descendientes de dichas tribus, así como de otras varias de los alrededores, incluidos los jumanos, sumas, apaches, conchos y rarámuri . A pesar de ser considerados extintos , los indios Manso son parte de la población que conforma la comunidad. El área de tierra en la actual Las Cruces, bajando por el Río Grande hacia Juárez, México, era territorio del pueblo Manso antes de que llegaran los españoles y antes de que otras tribus comenzaran a instalarse. Los Tigua de Isleta  y los Piro, de la zona de Socorro, Nuevo México, se instalaron luego de la rebelión de los indios de 1680, cuando muchos aliados nativos de los españoles y genizaros, viajaron al sur desde Santa Fe en Paso del Norte (actual El Paso), donde se establecieron misiones para que asistieran los nativos de la zona. Muchas personas en Tortugas descienden también del pueblo tejano Ysleta del Sur, también establecido tras la revuelta de 1680. A pesar de no estar reconocida a nivel federal, Tortugas ha mantenido su herencia cultural y sus tradiciones , prosperando como comunidad intertribal. El cacique actual es Patricio Narváez.  
En la localidad tiene lugar la Fiesta de Nuestra Señora de Guadalupe, celebrada cada año del 10 al 12 de diciembre, que incorpora tradiciones nativas con influencia católica. Participan de la misma cuatro grupos de danza: los bailarines indios Pueblo, los Danzantes, los Danzantes Guadalupana y los Danzantes Chichimecas (los dos últimos son grupos de danza matachines).

## Educación
Tortugas pertenece al distrito escolar de Las Cruces . 